# 當我們混在一起
《當我們混在一起》是2014年由法蘭克·柯瑞齊主導的一部浪漫喜劇片，編劇為伊凡·門切爾（Ivan Menchell）及克蕾兒·塞拉（Clare Sera）。由亞當·山德勒 、茱兒·芭莉摩主演，其他角色演員有貝拉·索恩、艾瑪·傅爾曼喬爾、泰瑞·克魯斯、麥克哈爾、溫蒂·麥莉登康薇、凱文·尼倫，和沙奎尔·奥尼尔。此片於2014年5月23日上映。
《當我們混在一起》是山德勒跟芭莉摩繼《婚禮歌手》、《初恋50次》之後，第三次合作的浪漫喜劇片。柯瑞齊之前也為《婚禮歌手》執導。《當我們混在一起》是山德勒第一次在华纳兄弟演出的片子

## 情節
蘿倫‧雷諾斯（Lauren Reynolds，茱兒·芭莉摩飾）離了婚，有兩個兒子，分別是布蘭登（Brendan，布雷克斯頓‧貝克漢飾） 及泰勒（Tyler，凱爾‧瑞德‧席爾弗辛坦）；吉姆‧弗萊德曼（Jim Friedman，亞當·山德勒飾）則是獨自扶養三個女兒，她們分別是希拉蕊（Hilary，貝拉‧索恩飾）、艾斯本（Espn，艾瑪·傅爾曼喬爾飾）及蘿（Lou，艾利維亞‧艾琳‧林德飾），蘿倫和吉姆的初次約會是竟是在一間波霸女郎餐廳，加上吉姆的笨拙和粗線條，完美主義的蘿倫實在是受不了了，這場約會宣告失敗。
隔天，蘿倫和她的好友珍（Jen，溫蒂·麥莉登康薇飾） 聊到昨天相親的悲慘經驗，珍為了安慰蘿倫就跟她說沒有人的初次約會是完美的，還問她是誰安排的，蘿倫說是泰勒同班同學的媽媽。接著蘿倫就聽珍的建議試穿了一件黑色禮服。換上後感覺比她自己想像的還要好看。蘿倫開始哭著後悔自己當初嫁給前夫時應該要常打扮自己才是。聽到這句話珍臭罵蘿倫的前夫是一頭豬，而蘿倫自己也認同說自己的兩個兒子甚至不知道他們的父親是個多麼不負責任的人。
同時，吉姆和他的同事談論他昨天約會的遭遇，他批評蘿倫穿得就像一位校長，讓他覺得自己就像被扣押著，而不是在約會，並宣布以後寧願花時間陪陪他女兒也不要再和任何人約會了。吉姆稱希拉蕊為賴瑞，再加上希拉蕊那跟男孩子沒兩樣的裝扮與外型，使得很多人誤以為她是男生，這使她感到非常厭煩。吉姆提出家族旅行的計畫，但希拉蕊說自己的同學都是去佛羅里達或是瑞士等等，那怕只有一天也好，她也好希望能去這些地方而拒絕參與這次露營計畫，吉姆則回她說他們家並沒有這麼多錢可以去這些地方旅遊。
後來，吉姆跟蘿倫在一間藥局相遇－吉姆要幫她女兒希拉蕊買衛生棉條；蘿倫則是要找色情雜誌的照片插頁給布蘭登，因為她把布蘭登原本放在床底下的那張給撕毀了。吉姆發現他們倆為了避免尷尬而幫對方結帳，因而誤拿了對方的信用卡回家，他就去蘿倫家找她要換回來。在蘿倫家，吉姆和蘿倫得知珍和他的男朋友迪克 （Dick，丹·帕特里克飾）也就是吉姆的上司分手了，原因是因為他有小孩，也因此，珍與迪克的非洲旅遊泡湯了。在吉姆與羅倫都不知情的情況下，吉姆跟狄克要了這次的非洲行程，而蘿倫也跟珍買下這行程，讓他們的家庭都能一同參與這次的旅遊。到了非洲，兩個家庭都因為看到彼此而感到非常訝異，又因為兩家子是住在同一間浪漫套房變得更加尷尬。
他們兩家和另一對情侶被混合在一起而變成「混合家庭蜜月」，這對情侶家庭成員有個叫艾迪（Eddy，凱文·尼龍飾）和他的女友琴卓 (潔西卡‧洛葳)以及無法接受琴卓變成家庭一份子的兒子傑克（Jake，札克‧亨利飾），而希拉蕊一看到傑克就迷戀上他了。
吉姆跟蘿倫家的孩子們彼此相處時也感到非常尷尬、彆扭，像是布蘭登會說自己的媽媽很「辣」，或是面對艾斯本還不能接受她媽媽早已離開人世的事實，而和她想像中的媽媽互動時，大家不知該作什麼樣的反應。經過一段時間的相處，兩家的感情變得越來越好。
吉姆和布蘭登與泰勒從事激烈的運動與遊戲，感情因而增溫，兩兄弟在吉姆身上看到他們所嚮往的爸爸的影子；同時，蘿倫也幫吉姆照顧他的女兒，像是幫希拉蕊改造她男孩子氣的外型，將她變得更有女人味，進而更吸引了傑克的目光。吉姆和蘿倫的感情也因為時間的推移而增溫許多，兩人還意外地參加情侶按摩活動且玩得非常愉快。在那之後，三個女生也表現出她們非常喜歡蘿倫─ 蘿要蘿倫哄她睡覺，很巧的是蘿倫唱了以前三個女孩的媽媽最常唱的一首歌《彩虹之上》，其他兩個女孩假裝睡著，並了解到她們真的很愛蘿倫，而蘿倫就像一位母親一樣親吻著她們的額頭似說著晚安來表達她對她們的愛。吉姆也開始意識到自己內心深處對蘿倫的愛意。
行程的最後一晚，蘿倫穿上當初她看上的那件黑色禮服，晚餐時她吸引了所有人的目光。當所有的小孩都被邀請到「小孩專屬自助吧檯」時，傑克對琴卓微笑，這讓琴卓高興極了，艾迪和琴卓相信他們和傑克三人將能組成一個美滿的家庭。而此時，吉姆和蘿倫在一處享用浪漫晚餐，蘿倫才了解到這浪漫晚餐是吉姆為了她特別安排的。兩人聊了些教養孩子的方法，在氣氛推動下，眼看就要親下去了，吉姆卻推開蘿倫，並向她道歉、說自己不能這麼做。
回到家後，吉姆意識到自己非常地想念蘿倫、原來自己早已愛上她，他向他的女兒們坦承這件事，她們都非常高興。雖然艾斯本還沒準備好接受媽媽離開的事實，但艾斯本也不希望自己和爸爸失去蘿倫，所以她告訴爸爸說媽媽因為在天堂有些事要忙所以不能常常回來看她們(當然，也叮嚀了她爸爸要多給她一些零用錢)。在女兒的要求下，吉姆帶著花束前往蘿倫的家，卻只見到馬克，馬克還騙吉姆說自己和蘿倫復合了。泰勒看到吉姆非常興奮，想邀他一起來玩球，然而吉姆傷心地離開了，而馬克也再次違約、沒有和泰勒一起玩球。接著馬克試著要接近蘿倫、和她多聊聊，但蘿倫拒絕了，因為馬克一直都沒盡到做父親的責任，且在他們離婚前還和一個接待員有婚外情。
那週六，蘿倫和布蘭登去球場為泰勒的比賽加油，珍和迪克以及他的小孩也都到場，因為珍對於迪克瞞著她關於他有小孩的事釋懷了。而馬克還是和以前一樣沒有到場觀看、為泰勒加油打氣；吉姆和他的三個女兒則到現場為泰勒加油、鼓勵他勇敢地揮棒。隨後吉姆找到蘿倫，彼此坦承想和對方在一起，兩人終於相擁吻，他們的孩子也了解到兩個家庭其實早已是一家人了。

## 演員
- 亞當·山德勒 飾 吉姆‧弗萊德曼
- 茱兒·芭莉摩 飾 蘿倫‧雷諾斯
- 貝拉·索恩 飾 希拉蕊
- 艾瑪·傅爾曼喬爾（英语：Emma Fuhrmann） 飾 Espn Friedman
- 布雷克斯頓‧貝克漢 飾 Brendan Reynolds
- 艾利維亞‧艾琳‧林德（英语：Alyvia Alyn Lind） 飾 Lou Friedman
- 凱爾‧瑞德‧席爾弗辛坦（英语：Kyle Red Silverstein） 飾 Tyler Reynolds
- 沙奎尔·奥尼尔 飾 Doug
- 泰瑞·克魯斯 飾  Nickens
- Abdoulaye N'Gom（英语：Abdoulaye N'Gom） 飾 Mfana
- 喬爾·麥克哈爾 飾 Mark
- Wendi McLendon-Covey（英语：Wendi McLendon-Covey）[5]飾 Jen Palmer
- 凱文·尼龍 飾 Eddy Warnick
- Jessica Lowe 飾 Ginger Warnick
- Zak Henri 飾 Jake Warnick
- Dan Patrick 飾 Dick
- Lauren Lapkus（英语：Lauren Lapkus） 飾 Tracy
- Alexis Arquette（英语：Alexis Arquette） 飾 Georgina (A reference to 'George' from The Wedding Singer)
- Allen Covert（英语：Allen Covert） 飾 220 Tom (A reference to '10 Second Tom' from 50 First Dates)
- Mary Pat Gleason（英语：Mary Pat Gleason） 飾 Pharmacy cashier
- Dale Steyn（英语：Dale Steyn），南非板球員，飾演自己
- George H. Washington 飾 Busts

## 製作
溫蒂·麥莉登康薇在2013年7月31日以演員身分參與拍攝，她飾演的角色為芭莉摩沒有小孩的好友，這個角色原本是由雀兒喜・韓德勒飾演的。在2013年7月31日華納兄弟將電影名《當我們混在一起》（Blended）改為《家族旅行》（The Familymoon），不久又改回原本名字。

### 拍攝
《當我們混在一起》主要拍攝地點位於南非太陽城，有些場景則拍攝於美國喬治亞州拉尼爾湖、比福德，和Gainesville附近。由華納兄弟與快樂麥迪遜聯合製作。

## 上映
《當我們混在一起》由華納兄弟公司發行，此片於2014年5月23日在電影院上映。

## 評價

### 多數評論
《當我們混在一起》的影評大多為負面評價。在爛番茄，128篇評論中有14%給好評，大多評價認為「劇中一直擺盪在滑稽跟感傷之間，而兩方都做得尚有不足。山德勒在《當我們混在一起》中犯了不該犯的錯，他不但無聊，甚至於還有冒犯到觀眾。」Metacritic中，根據33篇評論，《當我們混在一起》在100分中只拿到31分，整體評價為「負面評論」。
《紐約時報》的首席影評A.O.斯科特抱怨此影片「老派的性別政治，以羞辱小孩、以行為諷刺男性的多愁善感、將非洲人描繪為有奴性、愛跳舞、打鼓，是跟動物沒兩樣的傻子，用以娛樂大眾。」並以「家長須注意此片會讓小孩變笨。」作為結論。
Hitfix稱《當我們混在一起》「並非亞當山德勒最差的電影」。克里斯提·勒米爾大膽地給予1.5顆星的評論，並指出這不是山德勒最好的表現，她評論「他在劇中，卻又像不在劇中。也許山德勒未來會挑戰自己類似的角色、更充分的發揮。」喬賽琳·諾維克(Jocelyn Noveck)評「要說什麼的話，山德勒的電影跟其他電影一樣，都沒什麼好說的。」並給了《當我們混在一起》評價1顆星的電影滿意度。
為了捍衛其影片強烈的家庭價值，格雷厄姆·楊（Graham Young）在伯明翰郵件（Birmingham Mail）中寫道「有些青少年反映說儘管它是相當老派的電影，但這部影片是溫馨的、有趣的、溫和的、而嚴肅的。沒有髒話、惡俗的廁所的諢話以及「令人作噁」的市場，不只是沒有這些，劇中仍有一些有趣的打鬧、在一旁的歌唱跟有些年輕演員不錯的演技做為賣點。」

### 票房
《當我們混在一起》首映周末票房達到$14,284,031美元，僅次於《X戰警：未來昔日》及《哥吉拉》。《當我們混在一起》被Cinema Blend視為是亞當山德勒「有史以來最糟糕的開場」之中的一部。
到2015年2月28日為止，其北美票房達到$46,219,290美元，其餘地區則大約為$81,800,000美元，總票房約為1.28億美元。

### 獲獎
| 獎項     | 典禮日期      | 獎項         | 獲獎者        | 結果 | Ref(s) |
| -------- | ------------- | ------------ | ------------- | ---- | ------ |
| 金酸莓獎 | 2015年2月21日 | 最差男主角獎 | 亞當·山德勒   | 提名 | [ 18 ] |
| 金酸莓獎 | 2015年2月21日 | 最差女主角獎 | 茱兒·芭莉摩   | 提名 | [ 18 ] |
| 金酸莓獎 | 2015年2月21日 | 最差男配角獎 | 沙奎尔·奥尼尔 | 提名 | [ 18 ] |

## 外部連結
- 官方网站
- 互联网电影数据库（IMDb）上《Blended》的资料（英文）
- Box Office Mojo上《Blended》的資料（英文）
- 爛番茄上《Blended》的資料（英文）
- Metacritic上《Blended》的資料（英文）